# RNN Canal 27
RNN Canal 27, más conocido como Red Nacional de Noticias, es el único canal con una programación de noticia permanente en la República Dominicana. Operado por el Banco Central, fue fundado en 2002 por el Grupo de Medios de Comunicación (Medcom). RNN es un canal de televisión abierta que transmite en la frecuencia ultraalta UHF.

## Historia

#### Antecedentes
En 1999 el canal Telecentro fue adquirido por el Banco Intercontinental (Baninter) y esta nueva administración trajo consigo cambios importantes para Telecentro, puesto que se diseñó una nueva línea gráfica y se incluyeron varios programas a la presentación de Telecentro. En esa época los más importantes fueron: Divertido con Jochy, Nuria, La Loto, Ciudad Nueva y Los Manolos serían los que mayor rating le dieron al canal, posicionándolo en uno de los primeros lugares en la preferencia televisiva.
En el 2000, con el propósito de mantener informada a la población y de incluir nuevos servicios al canal, se implementó una emisión llamada Noticentro, que sería el noticiero de Telecentro y dirigido por el periodista y político Nelson Guillén.

#### Creación de RNN
En 2001 se crea el Grupo de Medios de Comunicaciones, S.A. (MEDCOM) 
Canales 27-57-67 y en su planta televisiva se unieron dos canales con los mejores equipos de la época. Es en noviembre de 2002 cuando se concretiza el proyecto Red Nacional de Noticias o RNN, lanzado con un corte internacional.
Estos cambios trajeron grandes retos y desafíos para los empleados debido a la alta tecnología de la época con la que entraría en funcionamiento la RNN y el ahora renovado Telecentro.
Debido a que el canal Telecentro estaba ubicado en la Avenida Pasteur en el sector Gazcue, todo el personal fue trasladado por grupos hacia las nuevas instalaciones en la Zona Industrial de Herrera. Como el edificio era muy amplio, estaba compuesto de varias instalaciones o naves desde donde se controlaban todas las operaciones del proyecto MEDCOM.
En ese entonces, tanto el personal técnico como administrativo recibió entrenamientos y orientaciones que lo llevaron a asumir la visión que tenían los nuevos propietarios hacia el proyecto. Para lograrlo con mayor rapidez, la mayoría de los empelados recibieron capacitación extranjera.
Como Telecentro y RNN fueron agrupados en una moderna planta televisiva, se creó una estratégica campaña que en la época mantuvo en vilo a la ciudadanía, creando una expectativa que cautivó a la teleaudiencia. La inauguración de las nuevas instalaciones contó con la presencia del entonces presidente Hipólito Mejía.
Gracias a las nuevas tecnologías que se implementaron, se incluyó por primera vez en el país el formato de video DVCPRO, trayendo un notable avance desde el punto de vista de la elaboración de la elaboración y presentación de noticias. A partir de ese momento, el proyecto Medcom del Banco Intercontinental (Baninter) recibió grandes elogios y marcó un antes y un después en la historia de la televisión dominicana.
Quien asumiría como director del canal era el hermano del Banco Intercontinental Baninter, José Miguel Báez. Desde su lanzamiento, la programación era (salvo algunos programas nocturnos) en vivo. Iniciaba sus operaciones desde las 6 de la mañana con una emisión del Noticiero RNN.

## Cambio de administración
En 2003 el Banco Intercontinental quebró, lo que generó una crisis financiera en la República Dominicana. Baninter fue puesto en venta, así como sus activos físicos para compensar al Estado Dominicano, puesto que este último destinó miles de millones de pesos para responderle a los ahorrantes del quebrado Banco Intercontinental.
Debido a que Telecentro y la Red Nacional de Noticias (RNN) eran propiedad del Baninter, estos pasaron a pertenecer a la comisión de bienes incautados por el Banco Central de la República Dominicana.
Aunque se abrieron varios procesos judiciales, el Estado ganó y desde entonces la Comisión de Bienes Incautados es la responsable de administrar a Telecentro Canal 13 y a RNN Canal 27. Al pasar de los años (Hasta 2016 - 2017 precisamente), ambos canales pasaron por un largo letargo, y, como Telecentro y RNN estaban ambos en las mismas instalaciones en la Av. Luperón, ambos estaban padeciendo situaciones precarias, como el deterioro en su inmobiliaria y en su flota vehicular, sus equipos de transmisión enfrentaban fallas técnicas, sobre todo ineficiencias en el suministro de energía eléctrica, por lo tanto, algunas veces permanecía fuera del aire, afectando el desarrollo de algunos programas (Excepto en la señal de cable), los fallos también afectaban el resto de los equipos electrónicos, reduciendo su cobertura e sintonía en todo el país, eso sumándole los graves problemas financieros que afectaban a la empleomanía de Telecentro y RNN en aquel entonces y desde la bancarrota del Banco Intercontinental, ha venido sucediendo estos problemas financieros que, empleados y ex empleados, se les retrasaba la mensualidad y otros no recibían sus prestaciones laborales, como resultado de varias protestas que se realizaron en ese entonces desde 2012. El 17 de mayo del 2016, Telecentro es vendido y pasaría a formar parte del Grupo Telemicro, trasladando sus operaciones en las instalaciones donde se encuentra Telemicro y Digital 15, y en junio del 2017, RNN, aun administrado por el Banco Central de la Republica Dominicana, recibe una reestructuración y cambio de imagen, y es mudado a la Av. Abraham Lincoln. 